# Breziny
Breziny es un municipio del distrito de Zvolen en la región de Banská Bystrica, Eslovaquia, con una población estimada a final del año 2024 de 377 habitantes.
Se encuentra ubicado en el centro-oeste de la región, en los montes Centrales Eslovacos y la cuenca hidrográfica del río Hron —un afluente izquierdo del Danubio— y cerca de la frontera con la región de Nitra.

## Demografía
| Año        | 1994 | 2004  | 2014    | 2024    |
| ---------- | ---- | ----- | ------- | ------- |
| Población  | 310  | 341   | 358     | 377     |
| Diferencia |      | +10 % | +4,98 % | +5,30 % |

| Año        | 2023 | 2024    |
| ---------- | ---- | ------- |
| Población  | 370  | 377     |
| Diferencia |      | +1,89 % |